# Xu Wenyu
Pour les articles homonymes, voir Xu.
Xu Wenyu née le 6 décembre 1995, est une joueuse de hockey sur gazon chinoise.

## Carrière
Elle a fait partie de l'équipe nationale pour concourir à la Coupe du monde 2018 à Londres.

## Palmarès
- : 2e au Champions Trophy d'Asie en 2016.
- : 2e à Coupe d'Asie en 2017.
- : 3e aux Jeux asiatiques en 2018.